# Chécy
 Chécy  es una población y comuna francesa, situada en la región de Centro, departamento de Loiret, en el distrito de Orléans. Es el chef-lieu y mayor población del cantón de Chécy.

## Demografía
| 1 400                     | 1 533 | 1 636 | 1 808 | 2 018 | 1 964 | 1 996 | 2 103 | 2 009 | 2 011 | 1 804 | 1 978 | 1 838 | 1 836 | 1 982 | 1 851 | 1 812 | 1 778 | 1 811 | 1 734 | 1 578 | 1 587 | 1 591 | 1 537 | 1 623 | 1 858 | 2 010 | 2 283 | 3 986 | 6 299 | 7 177 | 7 221 | 7 953 |
| (Fuente: INSEE y Cassini) |       |       |       |       |       |       |       |       |       |       |       |       |       |       |       |       |       |       |       |       |       |       |       |       |       |       |       |       |       |       |       |       |

Forma parte de la aglomeración urbana de Orléans.